# Як важливо бути серйозним (фільм, 2002)
Як важливо бути серйозним (англ. The Importance of Being Earnest) — британо-американська романтична комедія 2002 року,  знята режисером Олівером Паркером. В основі фільму лежить класична комедія моралі Оскара Вайльда «Як важливо бути серйозним». Музику до фільму написав композитор Чарлі Моул. В Америці фільм зібрав у прокаті приблизно 8.3 мільйони доларів.

## В ролях
- Руперт Еверетт — Алджернон Монкриф
- Колін Ферт — Джон «Джек» Вордінг/Ернест
- Френсіс О'Коннор — Гвендолін Фейрфакс
- Різ Візерспун — Сесилія Кард'ю
- Джуді Денч — леді Брекнел
- Том Вілкінсон — канонік Чезюбл
- Анна Месі — місс Призм
- Едвард Фокс — Лейн
- Патрік Ґодфрі — Мерімен

## Цікаві факти
- Джуді Денч вже втретє зіграла леді Брекнел — перший раз в постановці Національного Театру 1982-го та вдруге — в передачі радіоадаптації БіБіСі 4 1995-го року.
- Актриса Фінті Вільямс, яка зіграла леді Брекнел молодою танцівницею, є донькою Джуді Денч, що зіграла леді Брекнел в старшому віці.
- Сцени де Руперт Еверет плескає Коліна Ферта нижче спини і цілує його в щоку були зіграні спонтанно. Режисер фільму Паркер залишив їх через кумедність приголомшливої реакції Ферта.
- Хоча виправлена версія була кілька разів змонтована, садівника Молтона можна помітити на задньому плані багатьох сцен.
- Продюсери фільму заплатили 50 тисяч фунтів за можливість використати англійський заміський будинок «Вест Вікомб Парк» як резиденцію Джека.

## Екранізація

### Реакція критиків
Роджер Еберт з Чикаго Сан-Таймс відзначив фільм трьома зірками з чотирьох, зауваживши що підібрані актори зіграли добре.
Огляд, зібраний сайтом Rotten Tomatoes у вересні 2012, дав фільму 58 % «гнилого» рейтингу, з таким консенсусом "Адаптація Олівером Паркером класичної п"єси Оскара Вайльда є освіжаюче захопливою завдяки зірковому складу, але страждає від деяких специфічних режисерських рішень, які погіршили враження від фільму".

### Касові збори
Фільм «Як важливо бути серйозним» зібрав $8,384,929 на внутрішньому ринку та $8,906,041 на міжнародному рівні, а в загальному підсумку — $17,290,970 при $15 мільйонах бюджету.

### Нагороди та номінації
У 2003 фільм виграв на Італійському Національному синдикаті фільмів журналістську срібну стрічку за найкращий дизайн костюмів Мауріцио Міленоті.
Різ Візерспун була номінована на молодіжну премію в категорії комедії за свою роль Сесилії.

## Рецензії
1. ↑  Films of 2002, by total gross. Архів оригіналу за 18 грудня 2007. Процитовано 18 квітня 2015.